# Турбо (Колумбия)

Муниципалитет Турбо на карте департамента Антьокия

Ту́рбо (исп. Turbo) — город и муниципалитет в Колумбии в субрегионе Ураба департамента Антьокия.

## География
Располагается в северо-западной части страны, выходит к Карибскому морю, с двух сторон охватывая южную часть залива Ураба в месте впадения в него реки Атрато.
Население муниципалитета по состоянию на 2005 год составляло 122 780 человек, площадь — 3055 км², а плотность — 39 чел./км², население города — 47 747 человек.

## Этнические группы
- Афроколумбийцы — 77 %
- Метисы и белые — 21 %
- Индейцы — 2 %

## История
История Турбо началась в 1501 году, когда испанские конкистадоры, которые входили в состав экспедиций Родриго де Бастидаса и Хуана де ла Коса, высадились на берегах залива Урабы. После серии грабежей, поджогов и убийств индейцев этот район был брошен на произвол судьбы на несколько веков.
В конце восемнадцатого века район стал развиваться благодаря оживлению торговли. 28 августа 1840 Хосе Игнасио де Маркес (в то время президент Колумбии) одобрил основание Турбо. В 1848 году муниципалитет перешел под юрисдикцию департамента Антьокия, в 1850 году — под юрисдикцию департамента Чоко, а шесть лет спустя — под юрисдикцию департамента Каука. В конце концов, в 1910 году муниципалитет вернулся в Антьокию.

## Транспорт
Турбо является самой северной точкой Панамериканского шоссе в Южной Америке. В связи с тем, что строительство шоссе через Дарьенский пробел прекращено из-за протестов экологов, был выдвинут план соединить паромным сообщением Турбо с портом на карибском побережье Панамы, что позволило бы сократить протяжённость морских перевозок (длина нынешнего пути перевозки автомобилей через Тихий океан по маршруту «Панама — Буэнавентура» составляет 660 км).
В 1997 году было сделано технико-экономическое обоснование строительства порта в муниципалитете Турбо, сейчас изыскиваются ресурсы для реализации этого проекта.